# 新米纳斯
新米纳斯是巴西米纳斯吉拉斯州的一个市镇。总面积1810.772平方公里，总人口30578人，人口密度16.9人/平方公里。